# 칠콧 보고서

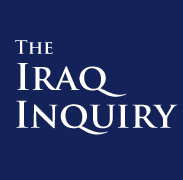

칠콧 보고서는 영국 이라크조사위원회 위원장 존 칠콧 경이 제출한 보고서이다.
2003년 이라크 전쟁에 참전을 결정한 영국 토니 블레어 총리의 정책 결정이 정치적으로 타당했는가를, 그 후임인 고든 브라운 총리가 이라크조사위원회를 구성해 공개조사(public inquiry)를 지시했으며, 그 조사 결과 보고서를 위원장 존 칠콧 경이 제출했다.

## 이라크조사위원회
이라크조사위원회 조사위원 5명은 영국 국왕의 자문기관인 추밀원 (영국) 위원이며, 고든 브라운 총리가 임명했다. 위원장을 맡은 존 칠콧 경은 북아일랜드부 사무차관(Permanent Secretary)과 내부무 부차관을 거친 행정관료 출신이다.
- 존 칠콧 경, 1939년생, 1997년 직업공무원 은퇴, 1999년부터 2004년까지 MI5, MI6의 스텝 카운셀러, 2004년에 추밀원 (영국) 위원으로 임명됨
- 로런스 프리드먼 경, 전쟁사학자, 교수
- 마틴 길버트 경, 역사학자
- 로데릭 라인 경, 러시아대사, 유엔대사
- Baroness Prashar

## 출판
조사보고서는 2016년 7월 6일 출판되었다. 12권, 260만 단어 분량이며, 767 파운드에 판매한다. 온라인으로도 출판되었다. Open Government Licence v3.0 저작권 약관으로 출판되었다. 물론 내부에 인용된 서드파티 저작물은 저작권이 별도로 있다.

## 조사
공개조사 기간은 원래 1년이었지만, 이라크 전쟁 6년 보다 긴 7년간이나 조사를 하였다. 7년 동안 150억원의 조사비용이 들었으며, 토니 블레어 전 총리를 포함해 120명의 증언을 들었다. 2001~2009년 정부문서 15만건을 분석했다.

## 공개조사
영국 총리의 전쟁개시 정책 결정은 통치행위로서 법정에서 "법적 재판"을 받지는 않는다. 공개조사(public inquiry)란 영국 상류사회의 저명한 인사들이 위촉되어 전국민적 관심사에 대해 심도있고 광범위하게 조사를 하여 결과를 발표하는, 일종의 "정치적 재판"이다. 국민적 관심사가 통치행위나 기타 이유로 법적 재판이 면제되는 경우는 있어도, 정치적 재판이 면제되는 사례는 있을 수 없다.

## 조사결과

### 합법성
조사위원회는 국제법 법정이 아니므로, 공개조사는 군사작전의 합법성(legality)을 조사대상으로 하지는 않았다. 그러나 조사보고서는, 이라크 전쟁에 참전한 법적 근거(legal basis)를 영국 정부가 조사했었는데, 그 조사 절차에 대해서, 대해 매우 만족스럽지 못했다며 비판하고 있다.
2003년 당시, 영국 검찰총장인 골드스미스 경은 영국 내각에 자세한 서면 보고서를 제출했다. 그러나 그는 이라크가 유엔 안보리 결의 1441호를 위반했는지 여부를 결정한 데 대한 근거를 설명하지 않았다.
미국 법무장관은 미국 검찰총장을 겸직하며, 전쟁 개시 등에 대한 법적 근거가 되는 법률자문(legal advice) 보고서를 미국 대통령에게 제출하는데, 영국은 영국 검찰총장과 영국 법무장관이 따로 있다. 전쟁 개시에 대한 법적 근거가 되는 서류인 법률자문(legal advice) 보고서를 영국 검찰총장이 작성한다.
골드스미스의 법적 조언(legal advice)은 2003년 1월과 2003년 3월에 변경되었다. 1월에는 두번째 유엔 안보리 결의가 필요하다고 말했지만, 3월에는 유엔 안보리 결의 1441호로 충분하다고 발했다. 조사보고서는 영국 총리실의 압력으로 골드스미스가 그의 의견을 변경했다고 설명한다.

## 같이 보기
- 공개조사